# Belén Barenys
Mari Belén Barenys González, conocida como Belén Barenys (23 de diciembre de 1999), es una actriz y cantante española, a veces conocida por su nombre artístico Memé. Habiendo actuado como actriz de doblaje desde la infancia, saltó a la fama como parte del grupo Rigoberta Bandini. Cocreó y protagoniza la serie de Filmin Autodefensa.

## Carrera
Barenys comenzó en el doblaje de papeles en 2003, cuando proporcionó voces adicionales para el lanzamiento en catalán de Brother Bear. En 2009, también comenzó a dar voz a películas en español, con dos papeles en el doblaje de The Imaginarium of Doctor Parnassus. Al año siguiente, dobló la voz de la princesa Isabel en El discurso del rey tanto al español como al catalán. Continuó haciendo doblajes durante 2015, proporcionando voces en uno o ambos idiomas para películas como Up, Brave, Frozen, Cloud Atlas, Maléfica y como Riley en Inside Out. Actuó en vivo por primera vez en la serie El muerto vivo del 2019.
En 2020, Barenys y su hermano se unieron a su prima, Paula Ribó, en el proyecto musical Rigoberta Bandini; comenzaron a realizar espectáculos en vivo como grupo en 2021. Los hermanos se unieron a Ribó (al igual que la pareja de Ribó) cuando se dio cuenta de que necesitaba una banda, recurriendo a su familia ya que había compuesto música con Barenys desde que eran jóvenes. En marzo de 2021, Ribó y Barenys interpretaron su sencillo «Perra» en los XIII Premios Gaudí. A finales de este año, lanzaron el sencillo «Ay mamá», con el que compitieron en el Benidorm Fest 2022 por la oportunidad de representar a España en el Festival de la Canción de Eurovisión a finales de ese año. El sencillo se volvió viral y alcanzó el número uno en España.
A principios de 2022, Barenys inició su propio proyecto musical, con el nombre artístico MEMÉ. Este nombre era un apodo de la infancia dado por su hermano, incapaz de decir su nombre correctamente cuando eran jóvenes. ABC señaló que el nombre artístico recuerda un poco a la letra de «Ay mamá», pero que los fanáticos de Rigoberta Bandini la reconocerían por las actuaciones. Cantó y rapeó en la canción «KSA» (del grupo Habla de mí en presente) como artista destacada, lanzada en enero de 2022, en el álbum de Habla de mí en presente Vivir más. Mondosonoro escribió que «KSA» tenía «ritmos locos» e imaginación, demostrando que «con una buena base, puedes convertir cualquier letra en un éxito». En marzo de 2022, lanzó su primer sencillo en solitario, una canción hyperpop llamada «La contraseña del Gmail», que se consideró divisiva debido a su letra y tono irreverentes. Barenys explicó que la canción trataba sobre cosas tristes, por lo que la puso en una pista optimista para poder «bailar su propia mierda».
En noviembre de 2022, Filmin estrenó su tercera producción propia, Autodefensa, una comedia de situación cocreada y protagonizada por Barenys y su amiga cercana Berta Prieto. Después de que Barenys y Prieto grabaran un vídeo sobre un viaje en Peñíscola en estado de ebriedad y lo compartiesen en Instagram diciendo que debería ser un documental de Filmin, el director Miguel Ángel Blanca se acercó a ellas para crear la serie. Fue nominada a dos Premios Feroz en 2023, incluido uno para Barenys, Prieto y Blanca con Mejor Guion de Serie. El Mundo calificó a Autodefensa y los dos primeros sencillos de Barenys como Memé de transgresores y «ciertamente no aptos para boomers».

## Vida personal
Barenys estudió filosofía en la universidad, pero la abandonó en su segundo año para dedicarse a la actuación a tiempo completo. Ella tiene una hija.

## Discografía

### Sencillos
| Título                                     | Año  | Álbum     |
| ------------------------------------------ | ---- | --------- |
| «KSA» (Habla de mí en presente feat. MEMÉ) | 2022 | Vivir más |
| «La contraseña de Gmail»                   | 2022 |           |
| «Matame»                                   | 2022 |           |

## Filmografía

### Televisión
| Año  | Título         | Papel        | Notas                            |
| ---- | -------------- | ------------ | -------------------------------- |
| 2019 | El muerto vivo |              | 1 episodio                       |
| 2022 | Autodefensa    | Belén/Cristo | También cocreadora y coescritora |